# گوردخمه برعاشقان
گوردخمه برعاشقان مربوط به دوره ساسانیان است و در شهرستان سرپل ذهاب، بخش مرکزی، دهستان دشت ذهاب، ۱/۸ کیلومتری جنوب غرب روستای مله دزگه واقع شده و این اثر در تاریخ ۲۶ اسفند ۱۳۸۷ با شمارهٔ ثبت ۲۵۵۹۲ به‌عنوان یکی از آثار ملی ایران به ثبت رسیده است.